# St Agnes Head
St Agnes Head är en udde i Storbritannien.   Den ligger i riksdelen England, i den södra delen av landet, 400 km väster om huvudstaden London.
Terrängen inåt land är platt. Havet är nära St Agnes Head åt nordväst. Runt St Agnes Head är det ganska tätbefolkat, med 192 invånare per kvadratkilometer. Närmaste större samhälle är Camborne, 12,4 km söder om St Agnes Head. Trakten runt St Agnes Head består till största delen av jordbruksmark.